# Nemanyitsa
Nemanyitsa (en macédonien Немањица) est un village du centre de la Macédoine du Nord, situé dans la municipalité de Sveti Nikolé. Le village comptait 201 habitants en 2002.

## Démographie
Lors du recensement de 2002, le village comptait :
- Macédoniens : 199
- Serbes : 2